# Plessis-Saint-Jean
Plessis-Saint-Jean är en kommun i departementet Yonne i regionen Bourgogne-Franche-Comté i norra Frankrike. Kommunen ligger i kantonen Sergines som tillhör arrondissementet Sens. År 2022 hade Plessis-Saint-Jean 218 invånare.

## Befolkningsutveckling
Antalet invånare i kommunen Plessis-Saint-Jean
| Referens: INSEE |